# Fonction publique
 (mai 2014).
Si vous disposez d'ouvrages ou d'articles de référence ou si vous connaissez des sites web de qualité traitant du thème abordé ici, merci de compléter l'article en donnant les références utiles à sa vérifiabilité et en les liant à la section « Notes et références ».

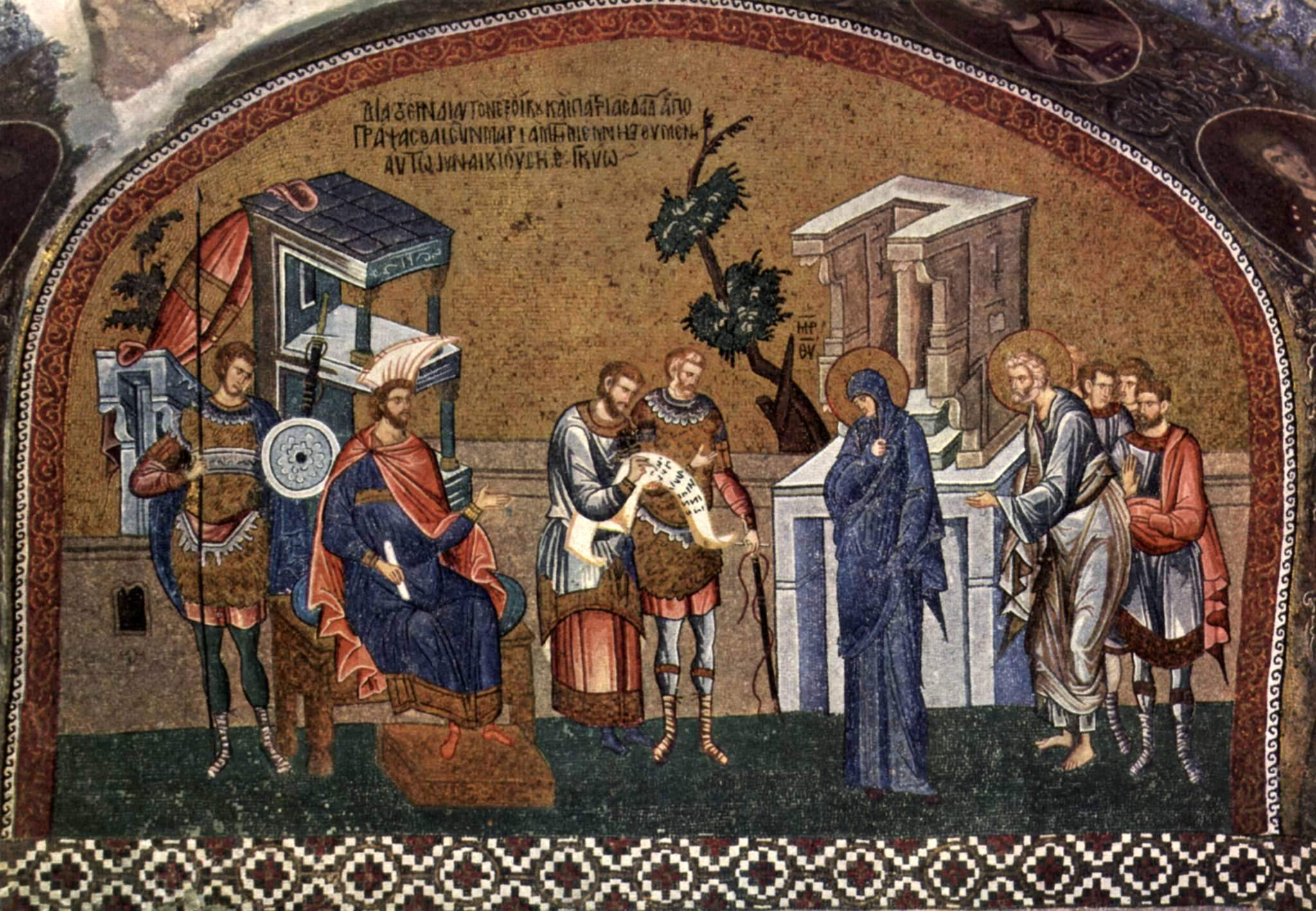
Le service public romain en action. La Vierge et saint Joseph s'inscrivent pour le recensement devant le gouverneur Quirinius, mosaïque 1315–1320.

La fonction publique est un ensemble de personnes travaillant, sous certaines juridictions ou dans un cadre intergouvernemental, au sein des administrations publiques. Une personne travaillant au sein de la fonction publique peut être un agent non-titulaire (recruté par contrat) ou bien un fonctionnaire titulaire dont les droits et obligations sont fixées par un statut.
Les expressions « fonction publique » et « fonctionnaires » désignent couramment un ensemble plus vaste de personnes travaillant pour des services publics ou d'utilité générale.

## Historique
Le fonctionnement efficace d'un État repose sur une bureaucratie, mais de telles organisations sont restées rares jusqu'à l'époque moderne. Les institutions administratives se sont souvent développées à partir de la domesticité personnelle de hauts personnages, comme dans l'Empire romain. Cela a conduit à des structures administratives complexes, décrites dans le Notitia Dignitatum et dans l'œuvre de Jean le Lydien. Mais les postes s'obtenaient uniquement par héritage ou par parrainage, et nullement par le mérite.  Les fonctionnaires pouvaient également engager d'autres individus pour accomplir les tâches de leurs responsabilités, tout en continuant à recevoir leurs salaires. Il y a là des similitudes évidentes avec les premières structures bureaucratiques des états modernes, comme l'« Office of Works » anglais ou la Marine royale britannique au XVIIIe siècle, où les nominations dépendaient des relations, et où les postes étaient souvent vendus et achetés.

### En Chine

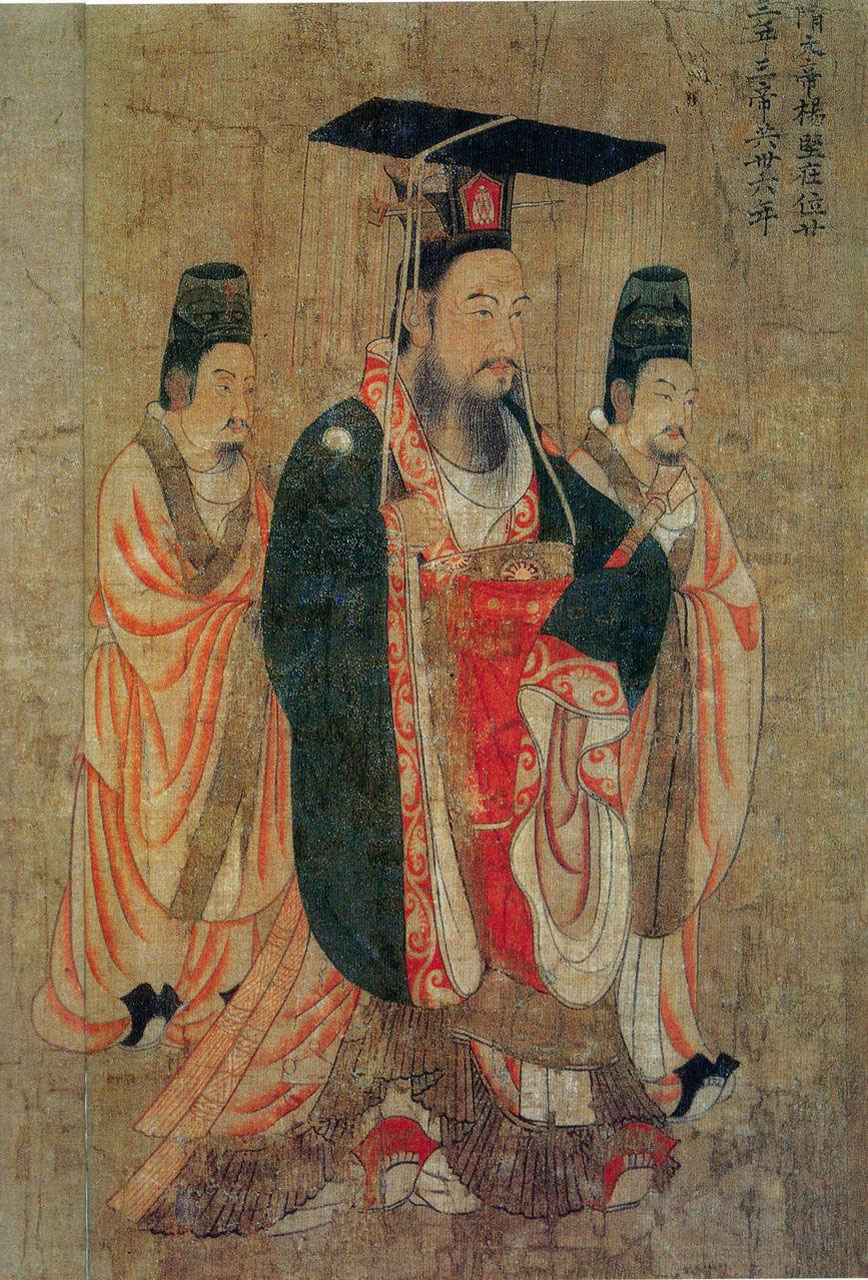
L'empereur Sui Wendi (541–604) qui mit en place le premier système de concours pour la fonction publique en Chine ; peinture de Yan Liben (600–673).

Un des plus anciens exemples d'administration basée sur la méritocratie est la bureaucratie impériale chinoise, dont on peut trouver trace dès la dynastie Qin (221–207 av. J.-C.). Durant la dynastie Han (202 av. J.-C. – 220 apr. J.-C.), le système xiaolian, qui définissait les critères de nomination aux emplois publics, fut mis en place. Dans les domaines de l'administration, en particulier dans les forces armées, les affectations étaient uniquement basées sur le mérite.[réf. nécessaire]
Après la chute de la dynastie Han, la part du mérite allait régresser dans la bureaucratie chinoise, qui évolua vers le système baptisé système des neuf rangs, dans lequel la noblesse de naissance était devenue la condition indispensable pour accéder aux postes les plus importants.
Ce système fut abrogé durant la courte dynastie Sui (581-618), qui instaura un service public, recrutant par examens écrits et par recommandations. La dynastie Tang suivante allait adopter les mêmes méthodes de sélection des fonctionnaires, tenant de moins en moins compte des recommandations aristocratiques, et faisant davantage confiance aux examens écrits.
Pourtant la puissante bureaucratie centralisée de la dynastie Song (960-1279) fit encore davantage appel aux concours de la fonction publique. En réponse aux gouvernements militaires régionaux des jiedushi et à la perte de l'autorité civile durant la période Tang précédente, puis la période des Cinq Dynasties et des Dix Royaumes, les empereurs Song tenaient beaucoup à mettre en œuvre un système dans lequel les fonctionnaires devraient leur prestige social à la cour impériale et leurs salaires au gouvernement central. Cet idéal ne fut pas pleinement atteint, car beaucoup de hauts fonctionnaires étaient de riches propriétaires terriens, qui trempaient dans de sombres affaires financières pendant la révolution économique en Chine. Néanmoins, grâce aux examens à trois niveaux, préfectoraux, provinciaux et les prestigieux examens palatins, acquérir un diplôme était un but social bien plus tentant que de devenir marchand. Le commerce était en effet considéré avec dédain par la classe des hauts fonctionnaires, qui, pendant la période Song, comportait bien moins d'aristocrates que lors de la période Tang. Les examens étaient soigneusement conçus de façon à s'assurer que les personnes aux ressources plus modestes que les candidats issus des riches familles terriennes eussent autant de chance de réussir et d'obtenir un diplôme officiel. Ceci incluait l'emploi d'un bureau de copistes, chargé de recopier les réponses de tous les candidats, afin de dissimuler l'écriture de chacun, les rendant ainsi anonymes et empêchant tout favoritisme de la part des correcteurs. L'introduction de l'imprimerie pendant la période Song permit à davantage de candidats à ces concours d'accéder aux Classique chinois et à leurs commentaires reconnus, dont la connaissance était indispensable pour réussir.
De 1594 à 1911, le tirage au sort est utilisé pour affecter la charge des fonctionnaires chinois.

### En Europe et aux États-Unis
La fonction publique chinoise se fit connaître en Europe au milieu du XVIIIe siècle, et influença le développement des systèmes européens et américains. Par une ironie de l'histoire, à cause en partie à cette influence chinoise, la première fonction publique européenne ne fut pas mise en place en Europe, mais en Inde par la Compagnie anglaise des Indes orientales, qui faisait la différence entre ses personnels civils et militaires. Afin d'empêcher la corruption et le favoritisme, les promotions au sein de la Compagnie s'obtenaient par le biais d'examens. Le système s'est ensuite étendu au Royaume-Uni en 1854, puis aux États-Unis en 1883, avec l'acte Pendleton de réforme de la fonction publique, qui vint aussi en usage en Chine.

## Fonction publique de carrière et fonction publique d'emploi
La doctrine distingue deux systèmes distincts de fonction publique, bien que la frontière entre les deux ne soit pas stricte. La fonction publique de carrière, qui concerne la majeure partie de l'Europe, organise la carrière des fonctionnaires au sein de groupes aux règles fixes qui leur confèrent des possibilités de progression dans différents postes. Le système d'emploi, en vigueur aux Pays-Bas et, au moins en partie, aux États-Unis, met plutôt en avant chaque emploi et l'attribue sans offrir les mêmes garanties à l'agent public : un tel système favorise le système des dépouilles (Spoil System)

## Dans le monde

### Canada
La fonction publique canadienne forme un grand corps, comprenant plus de 200 services et 450 000 employés, incluant des commissions, des conseils, les sociétés de la Couronne, le Conseil privé de la Reine pour le Canada et la Gendarmerie royale du Canada. En 2010, la fonction publique fédérale compte 216 045 employés. Elle a été profondément réformée dans les années 1990, sous le gouvernement du libéral Jean Chrétien. Ses effectifs ont alors été réduits de 25 %. Le Canada étant un État fédéral, à ce nombre il faut ajouter les fonctions publiques des dix provinces et trois territoires.
Au total, l'effectif des gouvernements des provinces et des territoires canadiens était de plus de 358 000 employés en 2010 au Canada. En ajoutant à ce nombre, les employés des administrations locales (municipalités), on obtient le nombre total de fonctionnaires pour l'ensemble du pays. En 2010, le Canada comptait ainsi plus de 3,6 millions de fonctionnaires répartis entre les trois paliers de gouvernement (fédéral ; provincial et territorial ; municipal). Ce nombre représentait alors plus de 21 % de tous les emplois au pays.

### Inde
Il existe plusieurs corps de fonctionnaires en Inde, le plus important étant le All India Civil Services recruté par le gouvernement central mais dont les agents peuvent être affectés au gouvernement central ou dans les États.

### République d'Irlande
La fonction publique irlandaise comprend les employés du département d'État, sauf les ministres et un petit nombre de conseillers politiques rémunérés. Elle inclut aussi les employés de quelques agences gouvernementales, comme l'Office des inspecteurs des impôts et l'Office des travaux publics. L'organisation du service civil d'Irlande ressemble beaucoup à celui de Grande-Bretagne, avec des systèmes hiérarchiques quasiment identiques.
En Irlande, les employés du secteur public, comme les membres de la Garda Siochana (les forces de police) et les professeurs, ne sont pas considérés comme des fonctionnaires civils, mais font partie de la fonction publique de la république d'Irlande[pas clair].

### Royaume-Uni
Au Royaume-Uni, le service civil comprend seulement les employés de la Couronne, excluant les employés parlementaires. Les employés du secteur public, comme les professeurs et les médecins du Service national de santé, ne sont pas considérés comme des fonctionnaires civils. Les fonctionnaires des services gouvernementaux détachés en Irlande du Nord ne font pas partie du service civil britannique, mais constituent un corps distinct : le service civil d'Irlande du Nord.

### Au niveau supra-national
- Dans l'Union européenne : fonction publique de l'Union européenne
- Dans les Organisations internationales : fonction publique internationale

## Mode de rémunération
En France, les fonctionnaires sont rémunérés via un point d'indice salarial : chacun est situé dans l'échelle des salaires à un échelon qui donne droit à un nombre de points d'indice salarial. On parle de « traitement » plutôt que de « salaire ».
Pour tenir compte de l'inflation, la valeur du point d'indice est revalorisée en principe tous les ans, lors de négociations salariales entre gouvernement et syndicats. Cependant, la revalorisation ne suit pas nécessairement l'inflation et la valeur peut être gelée pendant plusieurs années. Pour connaître le montant de son traitement mensuel, chaque fonctionnaire multiplie la valeur du point d'indice par le nombre de points de son échelon.